# Balaban (Name)
Balaban ist ein Personenname und ein männlicher Vorname.

## Herkunft und Bedeutung
Der Name ist möglicherweise persischer Herkunft und wurde zuerst in Grenzgebieten des Byzantinischen Reiches erwähnt.
Der erste bekannte Namensträger war Izz ad-Din Balaban, ein Herrscher mamelukischer Herkunft in Ostanatolien im frühen 13. Jahrhundert. Spätestens seit dem 15. Jahrhundert siedelte ein Personenverband Balaban in Anatolien, möglicherweise aus Thrakien (Dimetoka) kommend. In den folgenden Jahrhunderten lebten sie auch in kurdischen Gebieten.
Seit dem 15. Jahrhundert sind zahlreiche Namensträger auch in Galizien und anderen ruthenischen Gebieten Polen-Litauens bekannt.
Seit dem 19. Jahrhundert ist der Name in Ostmitteleuropa und auf der Balkanhalbinsel verbreitet, auch für jüdische Familien.

## Namensträger
- Izz ad-Din Balaban (reg. 1207), nichtdynastischer Herrscher der Ahlatschahs in Ostanatolien und Armenien mamelukischer Herkunft
- Arsenios Balaban († 1569), orthodoxer Bischof von Lwów (1549–1569)
- Gedeon Balaban (* um 1530; † 1607), orthodoxer Bischof von Lwów
- Jesaja Balaban († 1620), orthodoxer Geistlicher in Polen-Litauen
- Adam Balaban (um 1607), orthodoxer Adliger in Polen-Litauen
- Dionysios Balaban († 1667), orthodoxer Metropolit von Kiew

- Majer Balaban (1877–1942), Historiker des polnischen Judentums
- Barney Balaban (1887–1971), US-amerikanischer Filmproduzent und Präsident von Paramount Pictures
- Burt Balaban (1922–1965), US-amerikanischer Filmregisseur und Filmproduzent
- Alexandru Balaban (* 1931), rumänischer Chemiker
- Bob Balaban (* 1945), amerikanischer Schauspieler, Regisseur und Filmproduzent
- Florin Balaban (* 1968), rumänischer Badmintonspieler
- Boško Balaban (* 1978), kroatischer Fußballspieler
- Alper Balaban (1987–2010), türkischer Fußballspieler
- Kartal Balaban (* 1980), türkischer Schauspieler und Fernsehmoderator
- Liane Balaban (* 1980), kanadische Schauspielerin